# Anion prosty
Anion prosty – anion utworzony z jednego atomu, poprzez przyłączenie do niego elektronu lub elektronów.
| Nazwa                    | Wzór |
| ------------------------ | ---- |
| Aniony proste azotowców  |      |
| Azotki                   | N3−  |
| Fosforki                 | P3−  |
| Arsenki                  | As3− |
| Antymonki                | Sb3− |
| Bizmutki                 | Bi3− |
| Aniony proste tlenowców  |      |
| Tlenki                   | O2−  |
| Siarczki                 | S2−  |
| Selenki                  | Se2− |
| Tellurki                 | Te2− |
| Aniony proste fluorowców |      |
| Fluorki                  | F−   |
| Chlorki                  | Cl−  |
| Bromki                   | Br−  |
| Jodki                    | I−   |

Znane są też aniony pseudoproste, które w rzeczywistości są anionami złożonymi. Mają właściwości zbliżone do anionów prostych, np. jon cyjankowy CN−
 lub azydkowy N−
3, które są jonami pseudohalogenkowymi, tj. podobnymi do jonów halogenkowych.